# Верчели
Верчели (итал. Vercelli, у месном говору:Varséj) је важан град у северној Италији. Град је средиште истоименог округа Верћели у оквиру италијанске покрајине Пијемонт.
Град Верчели је познат по првом јавно финансираном унивезитету на свету, основаном 1228. г.

## Географија
Верчели се налази се у крајњем северозападном делу Падске низије, на 80 км североисточно од Торина. Град се налази у равничарском крају, јужно од подножја Алпа. Кроз град протиче река Сезија. Око Верчелија се пружа развијено пољопривредно подручје.
| Клима (Верчели)            | Клима (Верчели) | Клима (Верчели) | Клима (Верчели) | Клима (Верчели) | Клима (Верчели) | Клима (Верчели) | Клима (Верчели) | Клима (Верчели) | Клима (Верчели) | Клима (Верчели) | Клима (Верчели) | Клима (Верчели) | Клима (Верчели) |
| Показатељ \ Месец          | .Јан.           | .Феб.           | .Мар.           | .Апр.           | .Мај.           | .Јун.           | .Јул.           | .Авг.           | .Сеп.           | .Окт.           | .Нов.           | .Дец.           | .Год.           |
| -------------------------- | --------------- | --------------- | --------------- | --------------- | --------------- | --------------- | --------------- | --------------- | --------------- | --------------- | --------------- | --------------- | --------------- |
| Средњи максимум, °C (°F)   | 4,6 (40,3)      | 8,4 (47,1)      | 13,1 (55,6)     | 18,3 (64,9)     | 22,7 (72,9)     | 26,7 (80,1)     | 29,2 (84,6)     | 28,3 (82,9)     | 24,7 (76,5)     | 18,3 (64,9)     | 10,6 (51,1)     | 5,3 (41,5)      | 29,2 (84,6)     |
| Средњи минимум, °C (°F)    | −3,4 (25,9)     | −2,0 (28,4)     | 1,5 (34,7)      | 6,4 (43,5)      | 12,3 (54,1)     | 16,2 (61,2)     | 17,7 (63,9)     | 16,2 (61,2)     | 11,8 (53,2)     | 7,0 (44,6)      | 2,8 (37)        | −1,7 (28,9)     | −3,4 (25,9)     |
| Количина падавина, mm (in) | 44,4 (17,48)    | 46,7 (18,39)    | 62,8 (24,72)    | 82,2 (32,36)    | 93,2 (36,69)    | 73,6 (28,98)    | 54,2 (21,34)    | 61,0 (24,02)    | 70,8 (27,87)    | 88,4 (34,8)     | 93,0 (36,61)    | 54,0 (21,26)    | 824,3 (324,52)  |
| [ тражи се извор ]         |                 |                 |                 |                 |                 |                 |                 |                 |                 |                 |                 |                 |                 |

## Становништво
Према резултатима пописа становништва 2011. у општини је живело 46.308 становника.
| 1931.  | 1936.  | 1951.  | 1961.  | 1971.  | 1981.  | 1991.  | 2001.  | 2011.  |
| ------ | ------ | ------ | ------ | ------ | ------ | ------ | ------ | ------ |
| 38.581 | 38.956 | 42.159 | 50.907 | 56.494 | 52.488 | 49.458 | 45.132 | 46.308 |

Верчели данас има близу 50.000 становника, махом Италијана. Током протеклих деценија у град се доселило много досељеника из иностранства, највише са Балкана.

## Партнерски градови
- Арл
- Тортоса

## Галерија
- Градска катедрала
- Црква св. Андреје
- Споменик Кавуру
- Железничка станица у граду